# I велико народно събрание
Първото велико народно събрание на Княжество България фактически е продължение на Учредителното събрание, започвайки работа на следващия ден след приемането на Търновската конституция и закриването на Учредителното събрание. 
Това Първо велико народно събрание е имало една единствена задача – избирането на монарх за Княжество България и като такъв е бил избран австрийският принц Александър Батенберг под името княз Александър I Батенберг. Тази кандидатура е била предварително договорена между Руската империя и останалите европейски велики сили. Парирани са били опитите на съседните държави (Румъния и Сърбия) за налагане на техни принцове, каквито постъпления е имало още по времето на Берлинския конгрес. Кандидатурата на Александър Батенберг официално не е била предложена от временното руско управление в княжеството, но е била негласно внушена като най-подходяща. 
Вземат участие почти всички депутати от Учредителното събрание и няколко нови – общо 237 души според Н.Овсяний. Според други източници присъстват 231 народни представители. Редно е да се отбележи, че в Дневниците на Учредителното събрание, издадени от Л.Каравелов и Н.Жейнов през 1879 г., има списък с 250 души, но по всяка вероятност не всички народни избраници от този списък са присъствали на откриването (виж по-долу Избори за I ВНС).

## Хронология
Заседанията се провеждат в същата сграда, в която е заседавало Учредителното събрание – бившият турски конак в Търново.
Имало е 2 заседания:
- 17 април – откриване на събранието и избор на княз
- 18 април – закриване на събранието

Княз Дондуков-Корсаков открива заседанието на 17-и април и призовава депутатите за експедитивност. (Руските войски е трябвало скоро да напуснат пределите на България съгласно Берлинския договор и е било възможно Княжество България да се озове без държавен глава и управление).
За председател е избран бившият екзарх Антим I, за подпредседател – Тодор Икономов, а за секретар – Георги Тишев.
На същото заседание, проведено при закрити врата, епископ Климент (Васил Друмев) предлага следните лица – принц Ройс (вероятно е имал предвид принц Хайнрих VII Ройс-Кьостриц), принц Валдемар Датски и принц Александър Батенберг. Последният е избран веднага с бурни овации, както пише Константин Иречек в книгата си „Княжество България“.
Няма запазен протокол от това събрание и не е ясно колко от депутатите са гласували за княз Александър Батенберг и колко – против. Смята се, че князът е избран на това единствено заседание.
На 18-и април Княз Дондуков-Корсаков закрива Първото велико народно събрание с прочувствена реч.
На 26-и юни новоизбраният княз Александър Батенберг пристига в Търново и пред депутатите в читалище „Надежда“ полага клетва да спазва Търновската конституция . Няма запазени сведения колко от депутатите присъстват на тази клетва.

## Избори за I ВНС
Има проведени избори вероятно през април 1879 г. Избраните делегати получават удостоверенията си в края на месец април или през месец май, когато вече е минал изборът на български княз (на 17-и април). 

#### Пример
На 19.IV.1879 г. Провадийският окръжен началник подполковник Константин А. Вигант издава специално свидетелство, което легитимира избора на отец Иван Радов за депутат в събранието за избор на княз (I ВНС). В ново писмо под № 1014, носещо дата 23.V.1879 г., Провадийският окръжен началник Михаил Дмитриевич Риболов уведомява духовника, че съгласно предписание на Варненския губернатор Павел Петрович Баумгартен № 2131 от 16.V.1879 г. той е длъжен в качеството си на депутат да присъства на събранието, което на 17.IV.1879 г. в Търново ще избере български княз.

## Противоречия
Според някои източници това събрание е заседавало до 26-и юни същата година. Няма данни за проведени заседания от 18-и април до 26-и юни.